# Prognathodes brasiliensis
Prognathodes brasiliensis är en fiskart som beskrevs av Burgess 2001. Prognathodes brasiliensis ingår i släktet Prognathodes och familjen Chaetodontidae. IUCN kategoriserar arten globalt som livskraftig. Inga underarter finns listade i Catalogue of Life.